# پیگ (کنتاکی)
پیگ (به انگلیسی: Pig) یک منطقهٔ مسکونی در ایالات متحده آمریکا است که در شهرستان ادمونسن، کنتاکی واقع شده‌است. پیگ ۲۲۴٫۹۵ متر بالاتر از سطح دریا واقع شده‌است.